# Podstrm
Podstrm este o localitate din comuna Kostanjevica na Krki, Slovenia, cu o populație de 16 locuitori.